# Orthomnion nudum
Orthomnion nudum är en bladmossart som beskrevs av Edwin Bunting Bartram 1936. Orthomnion nudum ingår i släktet Orthomnion och familjen Mniaceae. Inga underarter finns listade i Catalogue of Life.